# Cova da Piedade
Cova da Piedade ist ein Ort und eine ehemalige Gemeinde (Freguesia) im portugiesischen Kreis Almada. In der Gemeinde lebten 19.849 Einwohner (Stand 30. Juni 2011). Der Ort gehört zum Großraum der Stadt Almada.

## Geschichte
Die ersten Belege einer dauerhaften Besiedlung stammen aus der Zeit nach der mittelalterlichen Reconquista. Die kleine Ortschaft wurde auf Grund ihrer Lage Cova (port. für: Senke, Grube) genannt.
Die erste Kirche des Orts wurde Unserer Lieben Frau des Mitleids (Nossa Senhora da Piedade) gewidmet. Aus der Verbindung von Cova und der Schutzpatronin entstand der heutige Ortsname. Die Kirche wurde beim Erdbeben von Lissabon 1755 zerstört und 1762 neu errichtet.
Eine eigenständige Gemeinde im Kreis Almada wurde Cova da Piedade im Jahr 1928. Im Zuge der Neugliederung der Gemeinden 2013 wurde die Gemeinde wieder aufgelöst und der neuen Gesamtgemeinde Almada, Cova da Piedade, Pragal e Cacilhas angeschlossen.

## Verwaltung
Cova da Piedade war Sitz einer gleichnamigen Gemeinde (Freguesia) im Kreis (Concelho) von Almada, im Distrikt Setúbal. Die Gemeinde hatte 19.849 Einwohner auf einer Fläche von 1,42 km² (Zahlen von 2011).
Die Gemeinde bestand nur aus dem gleichnamigen Ort.
Im Zuge der Gebietsreform vom 29. September 2013 wurden die Gemeinden Cova da Piedade, Almada, Cacilhas und Pragal zur neuen Gemeinde União das Freguesias de Almada, Cova da Piedade, Pragal e Cacilhas zusammengefasst.

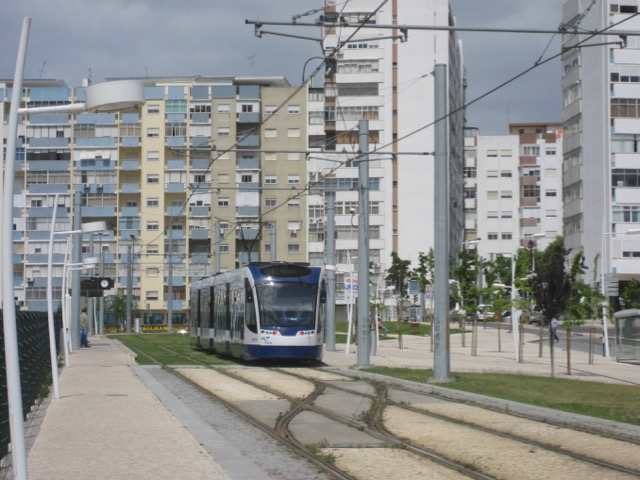
Die Haltestelle der MST-Stadtbahn in Cova da Piedade

## Verkehr
Cova da Piedade ist in das Netz der Metro Sul do Tejo (MST) eingebunden. Die Stadtbahn ist ein wichtiges Verkehrsmittel an der Margem Sul do Tejo, zwei Linien halten in Cova da Piedade.

## Sport
Bekanntester Sportverein in der ehemaligen Gemeinde ist der 1947 gegründete CD Cova da Piedade. Er spielt seit 2017 in der zweithöchsten Spielklasse des Landes, der Segunda Liga.
Seine Heimspiele trägt der Klub im 3.500 Zuschauer fassenden städtischen Stadion Estádio Municipal José Martins Vieira aus.